# Onopordum micropterum
Onopordum micropterum là một loài thực vật có hoa trong họ Cúc. Loài này được Pau mô tả khoa học đầu tiên năm 1888.